# Drespe
Drespe ist einer von 106 Ortschaften der Gemeinde Reichshof im Oberbergischen Kreis im nordrhein-westfälischen Regierungsbezirk Köln in Deutschland.

## Lage und Beschreibung
Drespe liegt südwestlich von Eckenhagen, die nächstgelegenen Zentren sind Gummersbach (22 km nordwestlich), Köln (60 km westlich) und Siegen (43 km südöstlich).

## Geschichte

### Erstnennung
1467 wurde der Ort das erste Mal urkundlich erwähnt und zwar: „Henneke in der Ouver Dreispe wird Zeuge beim Grenzumgang genannt.“
Schreibweise der Erstnennung: Ouver Dreispe
| Bevölkerungsentwicklung | Bevölkerungsentwicklung |
| Jahr                    | Einwohner               |
| ----------------------- | ----------------------- |
| 1946                    | 147                     |
| 1991                    | 163                     |
| 2005                    | 181                     |
| 2008                    | 182                     |
| 2017                    | 153                     |
| 2018                    | 157                     |
| 2019                    | 159                     |

## Freizeit

### Vereinswesen
- Ortsgemeinschaft Drespe

## Kirchengemeinden
- Evangelische Kirchengemeinde Drespe
- CVJM Drespe

## Wettbewerb – Unser Dorf soll schöner werden
Im Rahmen des landesweit ausgetragenen Wettbewerbs Unser Dorf soll schöner werden (Oberberg) hat Drespe bereits viele Preise erhalten:
- Kreiswettbewerb 1992  Gold
- Kreiswettbewerb 1994  Gold + Sonderpreis
- Kreiswettbewerb 1996  Silber
- Kreiswettbewerb 1999 Gold + Sonderpreis
- Kreiswettbewerb 2002  Gold
- Landeswettbewerb 2003 Silber